# Dhurgham Ismail
Dhurgham Ismail Dawood Al Quraishi (Maysan, 23 maggio 1994) è un calciatore iracheno,di ruolo terzino giocatore dell'Al-Zawraa.

## Carriera
Ha giocato principalmente con l'Al Shorta, uno dei maggiori club iracheni; dal 2013 gioca stabilmente con la nazionale di calcio irachena.
Dal 4 agosto è ufficialmente un giocatore del Caykur Rizespor, club che milita nella Süper Lig il massimo campionato turco.

## Palmarès

### Club

#### Competizioni nazionali
- Prima Lega: 3

Al Shorta: 2012-2013, 2013-2014, 2018-2019

### Nazionale
- Giochi asiatici: 1

2014

## Statistiche

### Cronologia presenze e reti in nazionale
| Cronologia completa delle presenze e delle reti in nazionale ― Iraq | Cronologia completa delle presenze e delle reti in nazionale ― Iraq | Cronologia completa delle presenze e delle reti in nazionale ― Iraq | Cronologia completa delle presenze e delle reti in nazionale ― Iraq | Cronologia completa delle presenze e delle reti in nazionale ― Iraq | Cronologia completa delle presenze e delle reti in nazionale ― Iraq | Cronologia completa delle presenze e delle reti in nazionale ― Iraq | Cronologia completa delle presenze e delle reti in nazionale ― Iraq |
| Data                                                                | Città                                                               | In casa                                                             | Risultato                                                           | Ospiti                                                              | Competizione                                                        | Reti                                                                | Note                                                                |
| ------------------------------------------------------------------- | ------------------------------------------------------------------- | ------------------------------------------------------------------- | ------------------------------------------------------------------- | ------------------------------------------------------------------- | ------------------------------------------------------------------- | ------------------------------------------------------------------- | ------------------------------------------------------------------- |
| 12-1-2013                                                           | Madinat 'Isa                                                        | Iraq                                                                | 2 – 0                                                               | Yemen                                                               | Coppa delle nazioni del Golfo 2013 - 1º turno                       | 1                                                                   |                                                                     |
| 15-1-2013                                                           | Riffa                                                               | Iraq                                                                | 1 – 1 dts (4-2 dtr)                                                 | Bahrein                                                             | Coppa delle nazioni del Golfo 2013 - Semifinale                     | -                                                                   | 111’                                                                |
| 18-1-2013                                                           | Riffa                                                               | Emirati Arabi Uniti                                                 | 2 – 1 dts                                                           | Iraq                                                                | Coppa delle nazioni del Golfo 2013 - Finale                         | -                                                                   | 53’                                                                 |
| 6-2-2013                                                            | Baghdad                                                             | Iraq                                                                | 1 – 0                                                               | Indonesia                                                           | Qual. Coppa d'Asia 2015                                             | -                                                                   |                                                                     |
| 24-5-2013                                                           | Baghdad                                                             | Iraq                                                                | 1 – 0                                                               | Liberia                                                             | Amichevole                                                          | -                                                                   |                                                                     |
| 11-6-2013                                                           | Doha                                                                | Iraq                                                                | 0 – 1                                                               | Giappone                                                            | Qual. Mondiali 2014                                                 | -                                                                   |                                                                     |
| 18-6-2013                                                           | Sydney                                                              | Australia                                                           | 1 – 0                                                               | Iraq                                                                | Qual. Mondiali 2014                                                 | -                                                                   | 66’                                                                 |
| 14-8-2013                                                           | Copenaghen                                                          | Cile                                                                | 6 – 0                                                               | Iraq                                                                | Amichevole                                                          | -                                                                   | 78’                                                                 |
| 15-10-2013                                                          | Amman                                                               | Iraq                                                                | 0 – 2                                                               | Arabia Saudita                                                      | Qual. Coppa d'Asia 2015                                             | -                                                                   |                                                                     |
| 19-11-2013                                                          | Giacarta                                                            | Indonesia                                                           | 0 – 2                                                               | Iraq                                                                | Qual. Coppa d'Asia 2015                                             | -                                                                   | 78’                                                                 |
| 28-12-2013                                                          | Doha                                                                | Bahrein                                                             | 0 – 0                                                               | Iraq                                                                | Campionato dell'Asia occidentale 2013 - 1º turno                    | -                                                                   | 85’                                                                 |
| 31-12-2013                                                          | Al Rayyan                                                           | Iraq                                                                | 0 – 0                                                               | Oman                                                                | Campionato dell'Asia occidentale 2013 - 1º turno                    | -                                                                   | 57’                                                                 |
| 21-2-2014                                                           | Dubai                                                               | Iraq                                                                | 2 – 0                                                               | Corea del Nord                                                      | Amichevole                                                          | -                                                                   | 63’                                                                 |
| 4-9-2014                                                            | Dubai                                                               | Iraq                                                                | 0 – 2                                                               | Perù                                                                | Amichevole                                                          | -                                                                   | 42’                                                                 |
| 10-10-2014                                                          | Manama                                                              | Yemen                                                               | 1 – 1                                                               | Iraq                                                                | Amichevole                                                          | -                                                                   |                                                                     |
| 14-10-2014                                                          | Manama                                                              | Bahrein                                                             | 0 – 0                                                               | Iraq                                                                | Amichevole                                                          | -                                                                   |                                                                     |
| 22-12-2014                                                          | Sharja                                                              | Iraq                                                                | 1 – 1                                                               | Kuwait                                                              | Amichevole                                                          | -                                                                   |                                                                     |
| 28-12-2014                                                          | Sharja                                                              | Iraq                                                                | 0 – 0                                                               | Uzbekistan                                                          | Amichevole                                                          | -                                                                   |                                                                     |
| 4-1-2015                                                            | Wollongong                                                          | Iraq                                                                | 0 – 1                                                               | Iran                                                                | Amichevole                                                          | -                                                                   | 69’                                                                 |
| 12-1-2015                                                           | Brisbane                                                            | Giordania                                                           | 0 – 1                                                               | Iraq                                                                | Coppa d'Asia 2015 - 1º turno                                        | -                                                                   |                                                                     |
| 16-1-2015                                                           | Brisbane                                                            | Iraq                                                                | 0 – 1                                                               | Giappone                                                            | Coppa d'Asia 2015 - 1º turno                                        | -                                                                   | 22’                                                                 |
| 20-1-2015                                                           | Canberra                                                            | Iraq                                                                | 2 – 0                                                               | Palestina                                                           | Coppa d'Asia 2015 - 1º turno                                        | -                                                                   |                                                                     |
| 23-1-2015                                                           | Canberra                                                            | Iran                                                                | 3 – 3 dts (6-7 dtr)                                                 | Iraq                                                                | Coppa d'Asia 2015 - Quarti di finale                                | 1                                                                   |                                                                     |
| 26-1-2015                                                           | Sydney                                                              | Corea del Sud                                                       | 2 – 0                                                               | Iraq                                                                | Coppa d'Asia 2015 - Semifinale                                      | -                                                                   |                                                                     |
| 30-1-2015                                                           | Newcastle                                                           | Iraq                                                                | 2 – 3                                                               | Emirati Arabi Uniti                                                 | Coppa d'Asia 2015 - Finale 3º/4º posto                              | -                                                                   | 37’                                                                 |
| 28-3-2015                                                           | Dubai                                                               | Iraq                                                                | 2 – 1                                                               | RD del Congo                                                        | Amichevole                                                          | -                                                                   |                                                                     |
| 31-3-2015                                                           | Sharja                                                              | Iraq                                                                | 1 – 0                                                               | RD del Congo                                                        | Amichevole                                                          | -                                                                   |                                                                     |
| 11-6-2015                                                           | Yokohama                                                            | Giappone                                                            | 4 – 0                                                               | Iraq                                                                | Amichevole                                                          | -                                                                   | 88’                                                                 |
| 3-9-2015                                                            | Teheran                                                             | Iraq                                                                | 5 – 1                                                               | Taiwan                                                              | Qual. Mondiali 2018                                                 | -                                                                   | 77’                                                                 |
| 8-9-2015                                                            | Bangkok                                                             | Thailandia                                                          | 2 – 2                                                               | Iraq                                                                | Qual. Mondiali 2018                                                 | -                                                                   | 74’                                                                 |
| 8-10-2015                                                           | Hanoi                                                               | Vietnam                                                             | 1 – 1                                                               | Iraq                                                                | Qual. Mondiali 2018                                                 | -                                                                   |                                                                     |
| 17-11-2015                                                          | Kaohsiung                                                           | Taiwan                                                              | 0 – 2                                                               | Iraq                                                                | Qual. Mondiali 2018                                                 | 1                                                                   |                                                                     |
| 24-3-2016                                                           | Teheran                                                             | Iraq                                                                | 2 – 2                                                               | Thailandia                                                          | Qual. Mondiali 2018                                                 | -                                                                   |                                                                     |
| 29-3-2016                                                           | Teheran                                                             | Iraq                                                                | 1 – 0                                                               | Vietnam                                                             | Qual. Mondiali 2018                                                 | -                                                                   |                                                                     |
| 1-9-2016                                                            | Perth                                                               | Australia                                                           | 2 – 0                                                               | Iraq                                                                | Qual. Mondiali 2018                                                 | -                                                                   |                                                                     |
| 6-9-2016                                                            | Shah Alam                                                           | Iraq                                                                | 1 – 2                                                               | Arabia Saudita                                                      | Qual. Mondiali 2018                                                 | -                                                                   |                                                                     |
| 6-10-2016                                                           | Saitama                                                             | Giappone                                                            | 2 – 1                                                               | Iraq                                                                | Qual. Mondiali 2018                                                 | -                                                                   |                                                                     |
| 11-10-2016                                                          | Teheran                                                             | Iraq                                                                | 4 – 0                                                               | Thailandia                                                          | Qual. Mondiali 2018                                                 | -                                                                   |                                                                     |
| 15-11-2016                                                          | Abu Dhabi                                                           | Emirati Arabi Uniti                                                 | 2 – 0                                                               | Iraq                                                                | Qual. Mondiali 2018                                                 | -                                                                   |                                                                     |
| 23-3-2017                                                           | Teheran                                                             | Iraq                                                                | 1 – 1                                                               | Australia                                                           | Qual. Mondiali 2018                                                 | -                                                                   |                                                                     |
| 28-3-2017                                                           | Gedda                                                               | Arabia Saudita                                                      | 1 – 0                                                               | Iraq                                                                | Qual. Mondiali 2018                                                 | -                                                                   |                                                                     |
| 20-3-2019                                                           | Bassora                                                             | Iraq                                                                | 1 – 0                                                               | Siria                                                               | Amichevole                                                          | -                                                                   | 46’                                                                 |
| 26-3-2019                                                           | Bassora                                                             | Iraq                                                                | 3 – 2                                                               | Giordania                                                           | Amichevole                                                          | -                                                                   | Cap.                                                                |
| 7-6-2019                                                            | Radès                                                               | Tunisia                                                             | 2 – 0                                                               | Iraq                                                                | Amichevole                                                          | -                                                                   |                                                                     |
| 30-7-2019                                                           | Kerbala                                                             | Iraq                                                                | 1 – 0                                                               | Libano                                                              | Campionato dell'Asia occidentale 2019 - 1º turno                    | -                                                                   | 85’                                                                 |
| 11-8-2019                                                           | Kerbala                                                             | Iraq                                                                | 2 – 1                                                               | Yemen                                                               | Campionato dell'Asia occidentale 2019 - 1º turno                    | -                                                                   | 84’                                                                 |
| 14-8-2019                                                           | Kerbala                                                             | Iraq                                                                | 0 – 1                                                               | Bahrein                                                             | Campionato dell'Asia occidentale 2019 - Finale                      | -                                                                   |                                                                     |
| 9-9-2019                                                            | Amman                                                               | Uzbekistan                                                          | 0 – 0                                                               | Iraq                                                                | Amichevole                                                          | -                                                                   |                                                                     |
| 10-10-2019                                                          | Bassora                                                             | Iraq                                                                | 2 – 0                                                               | Hong Kong                                                           | Qual. Mondiali 2022                                                 | -                                                                   | 74’                                                                 |
| 19-11-2019                                                          | Amman                                                               | Iraq                                                                | 0 – 0                                                               | Bahrein                                                             | Qual. Mondiali 2022                                                 | -                                                                   |                                                                     |
| 2-12-2019                                                           | Doha                                                                | Iraq                                                                | 0 – 0                                                               | Yemen                                                               | Coppa delle nazioni del Golfo 2019 - 1º turno                       | -                                                                   | 11’                                                                 |
| 5-12-2019                                                           | Doha                                                                | Iraq                                                                | 2 – 2 dts (3-5 dtr)                                                 | Bahrein                                                             | Coppa delle nazioni del Golfo 2019 - Semifinale                     | -                                                                   | 120’                                                                |
| 12-1-2021                                                           | Dubai                                                               | Emirati Arabi Uniti                                                 | 0 – 0                                                               | Iraq                                                                | Amichevole                                                          | -                                                                   | 59’                                                                 |
| 27-1-2021                                                           | Bassora                                                             | Iraq                                                                | 2 – 1                                                               | Kuwait                                                              | Amichevole                                                          | -                                                                   | 76’                                                                 |
| 29-3-2021                                                           | Tashkent                                                            | Uzbekistan                                                          | 0 – 1                                                               | Iraq                                                                | Amichevole                                                          | -                                                                   | 90+5’                                                               |
| 24-5-2021                                                           | Bassora                                                             | Iraq                                                                | 0 – 0                                                               | Tagikistan                                                          | Amichevole                                                          | -                                                                   | 77’                                                                 |
| 29-5-2021                                                           | Bassora                                                             | Iraq                                                                | 6 – 2                                                               | Nepal                                                               | Amichevole                                                          | -                                                                   | 46’                                                                 |
| 11-6-2021                                                           | Al Muharraq                                                         | Hong Kong                                                           | 0 – 1                                                               | Iraq                                                                | Qual. Mondiali 2022                                                 | -                                                                   | 90+2’                                                               |
| 2-9-2021                                                            | Seoul                                                               | Corea del Sud                                                       | 0 – 0                                                               | Iraq                                                                | Qual. Mondiali 2022                                                 | -                                                                   | 61’                                                                 |
| 7-9-2021                                                            | Doha                                                                | Iraq                                                                | 0 – 3                                                               | Iran                                                                | Qual. Mondiali 2022                                                 | -                                                                   |                                                                     |
| 18-3-2022                                                           | Baghdad                                                             | Iraq                                                                | 3 – 1                                                               | Zambia                                                              | Amichevole                                                          | 1                                                                   |                                                                     |
| 24-3-2022                                                           | Riyad                                                               | Iraq                                                                | 1 – 0                                                               | Emirati Arabi Uniti                                                 | Qual. Mondiali 2022                                                 | -                                                                   |                                                                     |
| 29-3-2022                                                           | Dubai                                                               | Siria                                                               | 1 – 1                                                               | Iraq                                                                | Qual. Mondiali 2022                                                 | -                                                                   |                                                                     |
| 30-12-2022                                                          | Bassora                                                             | Iraq                                                                | 1 – 0                                                               | Kuwait                                                              | Amichevole                                                          | -                                                                   |                                                                     |
| 6-1-2023                                                            | Bassora                                                             | Iraq                                                                | 0 – 0                                                               | Oman                                                                | Coppa delle nazioni del Golfo 2023 - 1º turno                       | -                                                                   |                                                                     |
| 9-1-2023                                                            | Bassora                                                             | Arabia Saudita                                                      | 0 – 2                                                               | Iraq                                                                | Coppa delle nazioni del Golfo 2023 - 1º turno                       | -                                                                   | 37’                                                                 |
| 12-1-2023                                                           | Bassora                                                             | Iraq                                                                | 5 – 0                                                               | Yemen                                                               | Coppa delle nazioni del Golfo 2023 - 1º turno                       | -                                                                   | 62’                                                                 |
| 16-1-2023                                                           | Bassora                                                             | Iraq                                                                | 2 – 1                                                               | Qatar                                                               | Coppa delle nazioni del Golfo 2023 - Semifinale                     | -                                                                   |                                                                     |
| 19-1-2023                                                           | Bassora                                                             | Iraq                                                                | 3 – 2 dts                                                           | Oman                                                                | Coppa delle nazioni del Golfo 2023 - Finale                         | -                                                                   | 86’                                                                 |
| 21-3-2024                                                           | Bassora                                                             | Iraq                                                                | 1 – 0                                                               | Filippine                                                           | Qual. Mondiali 2026                                                 | -                                                                   | 76’                                                                 |
| Totale                                                              |                                                                     | Presenze                                                            | 70                                                                  |                                                                     | Reti                                                                | 4                                                                   |                                                                     |